# Eol (syn Hippotesa)
Eol (także Ajolos; gr. Αἴολος Aíolos, łac. Aeolus) – w mitologii greckiej władca wiatrów oraz wyspy Eolii.
Uchodził za syna Hippotesa (lub Posejdona) i Melanippe. Zamieszkiwał Wyspy Liparyjskie (nazywane również Eolskimi). Dzięki jego przychylności Odyseusz uzyskał bezpieczną morską podróż. Wichry, które mogłyby utrudniać dalszą podróż, dostał zamknięte w worku. Towarzysze Odyseusza widząc już brzegi Itaki otworzyli worek wypuszczając z niego wichry. Spowodowało to, że uwolnione wiatry wypchnęły ich znów na Wyspy Eolskie.